# Marena (Macedonia Północna)
Marena (mac. Марена) – wieś w południowej Macedonii Północnej, terytorialnie i administracyjnie należąca do gminy Kawadarci. Według stanu na 2002 rok jej liczebność wynosiła 997 mieszkańców.

położenie wsi na mapie gminy

Według danych ze spisu powszechnego przeprowadzonego w 2002 roku, wieś Marena zamieszkiwało 997 osób deklarujących następującą narodowość:
- Macedończycy – 903 (90,30%)
- Romowie – 71 (7,10%)
- Serbowie – 21 (2,10%)
- Inni – 2 (0,20%)